# NS 1
De NS 1 was een benzine-locomotor van de Nederlandse Spoorwegen, die in 1924 in dienst werd gesteld om het rangeerwerk op kleinere stations te vereenvoudigen.
Daar de NS in 1924 nog geen ervaring met de bouw van benzine-locomotoren had, werd deze eerste locomotor voor NS besteld bij een motorenfabriek, Maschinen- und Armaturenfabrik vormals H. Breuer & Co. te Höchst am Main. Door de geringe radstand en lage gewicht was de locomotor geen succes. Het verzwaren van de locomotor met een 1,5 ton zware gietijzeren plaat en het aanbrengen van extra loopassen om het omkiepen te voorkomen, boden onvoldoende verbetering. Tot en met 1926 is de locomotor ingezet te Naarden-Bussum, gevolgd door de Centrale werkplaats te Zwolle, alwaar de locomotor in 1930 buiten dienst werd gesteld.